# Bernat de Cruïlles i de Peratallada
|  | No s'ha de confondre amb Bernat de Cruïlles. |

Bernat de Cruïlles i de Peratallada (?, ca. 1250 - ?, ca. 1325) fou senyor de les baronies de Peratallada i de Cruïlles, fill i hereu de Gilabert IV de Cruïlles i de Bestracà.
L'infant Jaume, fill de Jaume II d'Aragó, el va nomenar portantveus de general governador de València, fins al 1315, quan fou succeït pel seu germà Berenguer de Cruïlles i de Mosset. El 1269 acompanyà l'infant Pere a Castella. El 1277 es casà amb Elisabet Dionís, parenta de Violant d'Hongria, i després de la mort de la primera dona en 1298, el 1305 es casà amb Gueraua de Cabrera.
Batlle de Barcelona el 1282, durant la Guerra de Sicília participà en la campanya de Calàbria de 1283 prenent Seminara en 1283. Tornà amb el rei a Catalunya, i fou, amb el seu pare, un dels cavallers que l'acompanyaren al desafiament de Bordeus. Lluità en la defensa de Catalunya durant la Croada contra la Corona d'Aragó.
El 1288 fou nomenat alcaid de Siurana. Més tard topà amb Jaume II el Just, i el 1294 estigué pres per la seva actuació contra els templers de Palafrugell. Reconciliat amb el rei participà en la conquesta del Regne de Múrcia i com a almirall a la Croada d'al-Mariyya. El 1312 i en 1319-21 fou procurador general de València, on obtingué del rei l'hospital del Temple en 1312 i el domini de Barxeta. El 1315 el rei li confiscà els feus de l'Empordà, i el 1316 atorgà carta de poblament a Benifallim.